# الكرسي الرسولي والأمم المتحدة
لا يُعتبر الكرسي الرسولي (كيان سياسي قانوني مُعترف به دوليًا ويرأسه أسقف روما) عضوًا في الأمم المتحدة (إذ لم يتقدم بطلب للعضوية) ولكنه مُنح منزلة مراقب دائم (أي دولة غير عضو) في 6 أبريل 1964. يحق له بهذه الصفة حضور جميع الدورات في الجمعية العامة للأمم المتحدة ومجلس الأمن التابع للأمم المتحدة والمجلس الاجتماعي والاقتصادي التابع للأمم المتحدة لمراقبة أعمالهم. وبناءً على ذلك، أنشأ الكرسي الرسولي بعثات مراقبة دائمة في نيويورك وفي جنيف وتمكن من التأثير على قرارات وتوصيات الأمم المتحدة.

## التاريخ

### العلاقة مع عصبة الأمم
خلال مؤتمر عُقد عام 1919 في عصبة الأمم، اقتُرح اقتراح لتشجيع التعاون الدولي مع الكرسي الرسولي. اعتُمد الاقتراح، بتشجيع من وفدي بلجيكا وسويسرا، بأغلبية المشاركين على الرغم أنه قُوبل بمعاندة من المملكة المتحدة وإيطاليا. أشارت التقارير إلى أن الكرسي الرسولي شعر بالأسف نتيجةً لإقصائه، وكان بوده أن يُعترف به في عصبة الأمم.
في عام 1923، اتخذ الفاتيكان موقفًا مختلفًا وذكر أن اختصاصه الوحيد كان متركزًا في القضايا المتعلقة بتوضيح مسائل جوهر الأخلاق والقانون الدولي العام. في عام 1924، تلقى الفاتيكان دعوة من مندوب بريطاني ليصبح عضوًا في العصبة، لكن هذا الاقتراح لم يتلق أي رد فعل رسمي من الدول الأعضاء الأخرى.
حين أصبح من الواضح أن النزاع الإقليمي المستمر مع إيطاليا (الذي حُل بمعاهدة لاتران عام 1929) حال دون انضمامه إلى العصبة، دعم الفاتيكان أنشطة اتحاد الكاثوليك الدولي، وهي مجموعة ضغط تتألف أعضاؤها من نشطاء كاثوليك يعملون كمسؤولين في العصبة. كان غونزاغو دي رينولد وأوسكار هالكي من بين الأعضاء البارزين، بينما كان الأمينان العامان الأول والثاني للعصبة، إريك درومند وجوزيف أفينول، متعاطفين مع أهداف المنظمة. حققت المجموعة نجاحًا استثنائيًا في تعزيز رؤية الكرسي الرسولي للشؤون الدولية داخل اللجنة الدولية للتعاون الفكري، والتي كانت سلفًا لليونسكو.

### عدم المشاركة بين عامي 1944 و1964
في عام 1944، قدم الفاتيكان استفسارات مترددة حول إمكانية أن يصبح عضوًا في الأمم المتحدة. رد وزير الخارجية الأمريكي، كورديل هل، قائلًا:
«يبدو من غير المرغوب فيه أن تُثار الآن مسألة عضوية الفاتيكان. لن يكون الفاتيكان، باعتباره دولة صغيرة، قادرًا على الوفاء بجميع مسؤوليات العضوية في منظمة هدفها الأساسي الحفاظ على السلام والأمن الدوليين... لا يبدو أن العضوية في المنظمة تتفق مع أحكام المادة 24 من معاهدة لاتران، لا سيما فيما يتعلق بالوضع الروحي والمشاركة في الاستخدام المحتمل للقوة. لا تمنع حالة عدم العضوية مشاركة دولة الفاتيكان في الأنشطة الاجتماعية والإنسانية للمنظمة ولا يُضعف دورها التقليدي في تعزيز السلام من خلال نفوذها المعتاد».
تجدر الإشارة أولًا إلى أن الوزير هل لم يكن يميز بين الكرسي الرسولي ودولة مدينة الفاتيكان؛ وثانيًا، كانت العضوية في ذلك الوقت مقتصرة على حلفاء الحرب العالمية الثانية. لم يختر الكرسي الرسولي ولا دولة الفاتيكان التقدم بطلب حصول على عضوية الأمم المتحدة في ذلك الوقت.

### مراقب دائم منذ عام 1964
منذ 6 أبريل 1964، أصبح الكرسي الرسولي بمنزلة دولة مراقبة دائمة في الأمم المتحدة. تلقى الكرسي الرسولي بهذه الصفة ومنذ ذلك الحين دعوة دائمة لحضور جميع دورات الجمعية العامة ومجلس الأمن والمجلس الاقتصادي والاجتماعي لمراقبة أعمالهم وللإبقاء على بعثة مراقبة دائمة في مقر الأمم المتحدة في نيويورك. وبناءً على ذلك، أنشأ الكرسي الرسولي بعثة مراقبة دائمة في نيويورك وأرسل ممثلين إلى جميع الاجتماعات المفتوحة للجمعية العامة ولجانها الرئيسية.
منذ عام 1964، سُمح للكرسي الرسولي على سبيل المجاملة الدبلوماسية أيضًا الإدلاء ببيانات سياسية رسمية في الجمعية العامة أثناء المناقشات العامة وخلال مناقشة مختلف القضايا المتفرقة التي يحتويها جدول أعمال الجمعية العامة. والجدير بالذكر أن الباباوات بولس السادس، ويوحنا بولس الثاني، وبندكت السادس عشر وفرنسيس تلقوا دعوات لإلقاء خطب رسمية في الجمعية العامة.

### معارضة منزلة الكرسي الرسولي
منذ عام 1999، ضغطت المنظمة غير الحكومية «كاثوليك من أجل الاختيار» على مشاركة الكرسي الرسولي في الأمم المتحدة. احتج مؤيدو هذه الحملة بأن الكرسي الرسولي هو منظمة دينية وليس دولة؛ وبالتالي، لا ينبغي أن يكون له الحق في المشاركة في وضع مماثل لوضع الدول، وفي عملية صنع القرارات الحكومية الدولية بالشؤون الاجتماعية والثقافية والاقتصادية. وأشاروا أيضًا إلى عدم وجود مكانة متساوية للأديان الأخرى وإلى تاريخ ممثلي الفاتيكان في تحريض الآراء الكاثوليكية بشأن الصحة الإنجابية.

### حالة التأكيد عام 2004
في عام 2004، أكدت الجمعية العامة للأمم المتحدة منزلة الكرسي الرسولي كمراقب دائم. يحق للكرسي الرسولي حاليًا المشاركة في المناقشة العامة لجمعية العامة والتدخل في مناقشة أي مسألة مدرجة في جدول أعمال تلك الجمعية. لديه الحق في المشاركة في العديد جميع الاجتماعات المفتوحة لجميع الدول الأعضاء، والحق في إبداء الاعتراضات القانونية وممارسة حق الرد، والحق في تعميم المقترحات وأوراق الموقف (مقال يعرض رأيًا ما بشأن إحدى القضايا) كوثائق رسمية، والحق في المشاركة في تقديم مسودة القرارات. وتعليقًا على منزلة الكرسي الرسولي، قال سلستينو ميلوري، رئيس الأساقفة والمراقب الدائم للكرسي الرسولي آنذاك لدى الأمم المتحدة: «نحن لا نصوّت لأن هذا هو خيارنا». وأضاف أن الكرسي الرسولي يعتبر أن منزلته الحالية هي «خطوة أساسية لا تسد أي طريق نحو المستقبل. الكرسي الرسولي على علم بالمتطلبات التي حددها النظام الأساسي للأمم المتحدة ليكون دولة عضو، في حال كان يرغب في المستقبل أن يكون كذلك، فإن هذا القرار لن يعوقه عن المطالبة بذلك».

## عبر منظومة الأمم المتحدة

### [17]في المجلس الاجتماعي والاقتصادي للأمم المتحدة
يُعتبر الكرسي الرسولي أيضًا مراقبًا في المجلس الاجتماعي والاقتصادي التابع للأمم المتحدة، إذ يحضر جميع اجتماعاته ويمكنه تقديم مقترحات وبيانات سياسات بشأن جميع القضايا التي تهمه. منذ 22 يوليو 1977، تلقى الكرسي الرسولي دعوة دائمة لحضور دورات اللجان الإقليمية للمجلس الاقتصادي والاجتماعي على قدم المساواة مع الدول الأعضاء في الأمم المتحدة التي ليست عضوًا في اللجان الإقليمية. بالإضافة إلى ذلك، يتمتع الكرسي الرسولي بعضوية كاملة في بعض الوكالات المتخصصة التابعة للأمم المتحدة التي تعتمد على المجلس الاقتصادي والاجتماعي مثل المنظمة العالمية للملكية الفكرية والاتحاد الدولي للاتصالات والاتحاد البريدي العالمي. أنشأ الكرسي الرسولي بعثة مراقبة دائمة في جنيف من أجل متابعة عمل الهيئات والوكالات الفرعية التابعة للمجلس الاقتصادي والاجتماعي التي تجتمع بانتظام في جنيف.

### في مجلس الأمن التابع للأمم المتحدة
يستطيع الكرسي الرسولي مراقبة جميع الجلسات المفتوحة لمجلس الأمن التابع لأمم المتحدة بصفته مراقبًا في الأمم المتحدة. بين حين وآخر، يطلب الكرسي الرسولي الإدلاء ببيانات في الجلسات العلنية لمجلس الأمن، وقد سُمح له بذلك. تحدث المراقب الدائم ضد الحرب في العراق قبل فترة وجيزة من الغزو، وبشأن تنظيم عمليات التسليح، وبشأن حماية المدنيين أثناء النزاعات المسلحة. قدّم الكرسي الرسولي في بعض المناسبات وثائق إلى مجلس الأمن، مثل بيان بطاركة وأساقفة العراق في أبريل 2003 حول الحرية الدينية.
وفي الوقت ذاته، فإن الكرسي الرسولي لا يعترف بجمهورية الصين الشعبية، العضو الدائم في مجلس الأمن، كدولة شرعية.

### في المؤتمرات العالمية حول القضايا الاجتماعية والاقتصادية
كان الكرسي الرسولي أيضًا مشاركًا نشطًا في المؤتمرات العالمية حول القضايا الاجتماعية والاقتصادية التي عقدتها الأمم المتحدة. كان له تأثير كبير على مفاوضات ونتائج مؤتمر القاهرة للسكان عام 1994، ومؤتمر المرأة في بكين عام 1995 حول المرأة، والدورة الخاصة للجمعية العامة لعام 1995 حول فيروس نقص المناعة (الإيدز) عام 2001.